# Robocode
Robocode е игра с Отворен код с образователна цел започната от Mathew Nelson. Играта е създадена с цел да помага на хората да научат програмния език Java и да се наслаждават докато се учат. Много е лесно да се започне – прост робот може да бъде написан само за няколко минути, но усъвършенстването на робот може да отнеме месеци и повече. Приноси към проекта се правят от голям брой хора; официално Flemming N. Larsen и Pavel Šavara се грижат Robocode да се усъвършенства и да се поправят бъгове.

## Играта
Състезателите пишат софтуер, който контролира миниатюрен танк, който се бие на бойно поле с идентични (но програмирани по различен начин) танкове. Роботите могат да се движат, да се стрелят един друг, да сканират за противници и да се удрят в стени (или други роботи). Въпреки че идеята на играта изглежда проста, стратегията за победа далеч не е. Добрите роботи могат да имат хиляди редове код посветени само на стратегия.

## Ограничаване на големината на роботите
С цел да се ограничи функционалността на роботите, има различни класове роботи, които се характеризират с различни размери на файловете. По този начин, проектът остава отворен за начинаещи, да се конкурират с утвърдени играчи в Robocode.
Различават се:
1. Megabots всякакъв размер
2. Minibots с по-малко от 1500 байта
3. Microbots с по-малко от 750 байта
4. Nanobots с по-малко от 250 байта

## Robocode уики
Главният сайт на Robocode за дискусии и информация е RoboWiki. Там можете да прочетете за техники и стратегии, да намерите информация и код за много роботи, да молите за помощ и други. Новобранците в проекта може би ще искат да започнат с често задаваните въпроси за начинаещи (The Robocode Beginners FAQ).

## Robocode състезания в България
Състезание по Robocode